# ORANGE★NIGHT
「ORANGE★NIGHT」（オレンジ ナイト）は、女性歌手愛内里菜の20枚目のシングル。CDコードはGZCA-4053。

## 解説
- 前作「赤く熱い鼓動」から約半年ぶりとなるシングル。
- 5枚目のアルバム『DELIGHT』にはリミックスバージョンで収録されている。

## 収録曲
1. ORANGE★NIGHT
  - 作詞：愛内里菜　作曲：水野幹子　編曲：三好誠
2. CALL MY NAME
  - 作詞：愛内里菜　作曲・編曲：corin.
3. 抱きしめて
  - 作詞：愛内里菜　作曲：小河祐亮　編曲：尾城九龍
4. ORANGE★NIGHT -instrumental-

## タイアップ
- テレビ東京系アニメ『格闘美神 武龍』エンディングテーマ（#1）
- 『MU-GEN〜Music Generations〜』11月度エンディングテーマ（#1）

## 収録アルバム
- DELIGHT（#1、La La La Lovin' you Mix）
- ALL SINGLES BEST 〜THANX 10th ANNIVERSARY〜（#1）